# 江原特別自治道民俗文化財
江原特別自治道民俗文化財（カンウォンとくべつじちどうみんぞくぶんかざい）は、大韓民国の文化遺産保護制度で、市道指定文化財の一つ。「衣食住・生業・信仰・年中行事などに関する風俗・慣習と、それに使用される衣服・器具・家屋などで国民生活の推移を理解するのに不可欠なもの」であり、かつ上位の国家指定文化財に指定されていないものを対象として江原特別自治道が条例により指定する。旧名は「江原道民俗資料」であり、2011年2月5日に全文改正された文化財保護法（法律第10000号）が施行され、現在の名称になる。

## 江原特別自治道民俗文化財一覧
| 番号    | 登録名                                      | 所在地 | 管理者       |
| ------- | ------------------------------------------- | ------ | ------------ |
| 第001号 | 地蔵律師金襴袈裟                            |        |              |
| 第002号 | 紅犀帯                                      | 三陟市 | 三陟金氏宗中 |
| 第003号 | 清風府院君喪輿                              | 春川市 |              |
| 第004号 | 太白山石長丞                                | 太白市 | 太白市       |
| 第005号 | 華川成仏寺址石長丞                          | 華川郡 | 華川郡       |
| 第006号 | 旌善栢田里水車 6-1 水車 6-2 水車室 6-3 水路 | 旌善郡 | 旌善郡       |